# Апоник, Дэн
Дэн Апоник (англ. Dan Aponik, род. 17 мая 1972, Чалан-Паго-Ордот, Гуам) — гуамский шоссейный велогонщик. 

## Карьера
Несколько раз становился призёром и чемпионом Гуама в групповой гонке. Был призёром Тура Гуама.
С 2020 года выступает за команду EuroCyclingTrips Pro Cycling. В её составе выступил на новозеландской велогонке Грэвел энд Тар в рамках UCI Oceania Tour.

## Достижения
2016
3-й на Чемпионат Гуама — групповая гонка
2017
3-й на Чемпионат Гуама — групповая гонка
2018
 Чемпион Гуама — групповая гонка
2-й на Тур Гуама
2019
 Чемпион Гуама — групповая гонка
2021
3-й на Чемпионат Гуама — групповая гонка
3-й на Тур Гуама